# Krystyna Szumilas
Krystyna Maria Szumilas z domu Zillmann (ur. 28 czerwca 1956 w Knurowie) – polska polityk i samorządowiec, posłanka na Sejm IV, V, VI, VII, VIII, IX i X kadencji, w latach 2007–2011 sekretarz stanu w Ministerstwie Edukacji Narodowej, a w latach 2011–2013 minister edukacji narodowej.

## Życiorys
Córka Pawła i Róży. W 1983 ukończyła studia na Wydziale Matematyki Uniwersytetu Śląskiego w Katowicach. W 1988 ukończyła studia podyplomowe na Uniwersytecie Śląskim w zakresie informatyki. Na tej samej uczelni w 1999 ukończyła także studia podyplomowe w zakresie samorządu terytorialnego. W tym samym roku w Szkole Zarządzania UŚ ukończyła również studia podyplomowe z zakresu zarządzania zasobami ludzkimi.
W latach 1975–1991 pracowała jako nauczycielka matematyki w Szkole Podstawowej nr 6 w Knurowie. W latach 1991–1995 była pełnomocnikiem zarządu miasta Knurowa ds. oświaty. Od 1995 do 1998 kierowała Miejskim Zespołem Jednostek Oświatowych w Knurowie. W latach 1999–2001 zasiadała w zarządzie powiatu gliwickiego. Od 1990 do 2001 pełniła funkcję radnej Knurowa i następnie radnej powiatu gliwickiego.
Była członkinią Unii Wolności, w 2001 dołączyła do Platformy Obywatelskiej. W styczniu 2006 objęła funkcję rzecznika w tzw. gabinecie cieni PO odpowiedzialnego za edukację i naukę.
Od 2001 do 2007 z ramienia PO sprawowała mandat poselski w Sejmie IV i V kadencji. W V kadencji przewodniczyła Komisji Edukacji, Nauki i Młodzieży. W wyborach parlamentarnych w 2007 po raz trzeci została posłem (VI kadencji), otrzymując w okręgu gliwickim 27 100 głosów.
20 listopada 2007 objęła stanowisko sekretarza stanu w Ministerstwie Edukacji Narodowej. W wyborach w 2011 ponownie zdobyła mandat poselski z tego samego okręgu, dostając 42 200 głosów.
17 listopada 2011 została odwołana z urzędu sekretarza stanu, a 18 listopada 2011 prezydent Bronisław Komorowski powołał ją na urząd ministra edukacji narodowej w drugim rządzie Donalda Tuska. 27 listopada 2013 odwołana z tego stanowiska. W 2014 bez powodzenia kandydowała do Parlamentu Europejskiego z okręgu nr 11.
W wyborach w 2015 została ponownie wybrana do Sejmu, otrzymując 14 533 głosy. W wyborach w 2019 i 2023 z powodzeniem ubiegała się o poselską reelekcję z ramienia Koalicji Obywatelskiej, uzyskując odpowiednio 24 372 głosy oraz 50 871 głosów. W Sejmie X kadencji została przewodniczącą Komisji Edukacji, Nauki i Młodzieży (przekształconą potem w Komisję Edukacji i Nauki). W 2024 z ramienia KO bezskutecznie startowała w wyborach europejskich.

## Wyniki w wyborach ogólnopolskich
| Wybory | Komitet wyborczy                   | Komitet wyborczy      | Organ            | Okręg            | Wynik          |
| ------ | ---------------------------------- | --------------------- | ---------------- | ---------------- | -------------- |
| 2001   |                                    | Platforma Obywatelska | Sejm IV kadencji | nr 29            | 5136 (2,00%)   |
| 2005   | Sejm V kadencji                    | Platforma Obywatelska | 16 105 (6,96%)   | nr 29            |                |
| 2007   | Sejm VI kadencji                   | Platforma Obywatelska | 27 100 (8,23%)   | nr 29            |                |
| 2011   | Sejm VII kadencji                  | Platforma Obywatelska | 42 200 (15,01%)  | nr 29            |                |
| 2014   | Parlament Europejski VIII kadencji | Platforma Obywatelska | nr 11            | 9021 (2,67%)     |                |
| 2015   | Sejm VIII kadencji                 | Platforma Obywatelska | nr 29            | 14 533 (4,95%)   |                |
| 2019   |                                    | Koalicja Obywatelska  | nr 29            | Sejm IX kadencji | 24 372 (7,15%) |
| 2023   | Sejm X kadencji                    | Koalicja Obywatelska  | nr 29            | 50 871 (13,13%)  |                |
| 2024   | Parlament Europejski X kadencji    | Koalicja Obywatelska  | nr 11            | 15 510 (1,16%)   |                |

## Odznaczenia
Odznaczona Srebrnym Krzyżem Zasługi (1998).

## Życie prywatne
Zamężna, ma trójkę dzieci.